# Западни Ваикики број један
Западни Ваикики број један (енгл. One West Waikiki) америчка је криминалистичко-драмска телевизијска серија која се емитовала на CBS-у. Радња серије је смештена на Хавајима, а главне улоге тумаче Шерил Лед и Ричард Берги. Серију је креирао Глен А. Ларсон. Њујорк тајмс је известио да су продуценти Западног Ваикикија број један тражили летњи термин како би прикупили новац за снимање још епизода, јер су „идеју о серији већ продали међународним емитерима”.

## Радња
Докторка Дoн „Холи” Холидеј, по струци форензичар, ради као медицински истражитељ на Хавајима, на које премештена из Лос Анђелеса, где је обављала посао патолога. Тамо упознаје полицијског поручника Мека Вулфа, који је најбољи детектив у Хонолулуу, специјалиста за случајеве убистава. Њих двоје су као пас и мачка — час се воле, а неретко и мрзе. Међутим, приморани су да раде заједно на разрешавању разних злочина.

## Улоге
| Глумац       | Улога                       |
| ------------ | --------------------------- |
| Шерил Лед    | докторка Дон „Холи” Холидеј |
| Ричард Берги | поручник Мек Вулф           |
| Кејла Блејк  | докторка Нуи Шо             |
| Оги Зулуета  | форензички техничар Кимо    |
| Пол Глисон   | капетан Дејв Херзог         |